# Jeanne Korevaar
Jeanne Korevaar (Groot-Ammers, 24 september 1996) is een Nederlandse wielrenster die sinds 2015 voor de Nederlandse wielerploeg Liv Racing TeqFind rijdt, die voorheen Rabobank-Liv, WM3, Waowdeals en CCC-Liv heette. In 2018 won ze het jongerenklassement in zowel de Boels Ladies Tour als in de Herald Sun Tour. In dat jaar was ze de renster met wereldwijd het hoogste aantal wedstrijdkilometers in de benen: 6360,5 km.

## Palmares

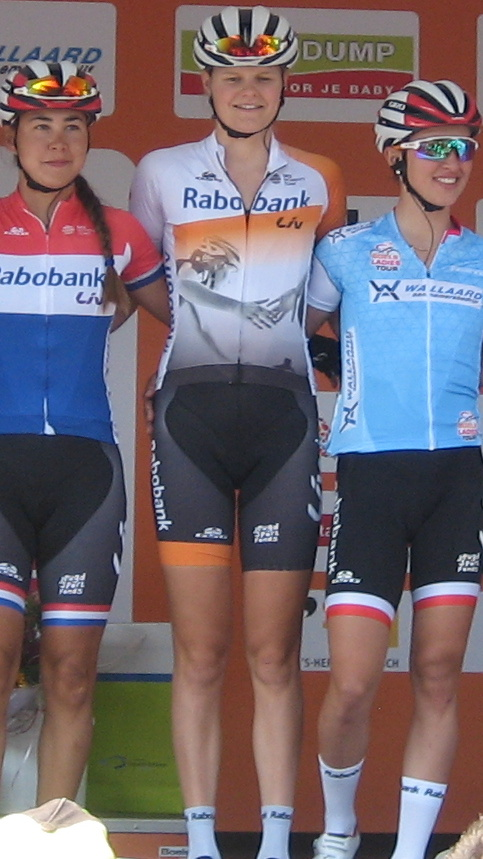
Korevaar bij Rabo-Liv in 2016

2018
 Jongerenklassement Boels Ladies Tour
 Jongerenklassement Herald Sun Tour
2024
 Bergklassement Simac Ladies Tour

### Uitslagen in voornaamste wedstrijden
| Jaar | Ronde van Italië | Ronde van Frankrijk | Ronde van Spanje |
| ---- | ---------------- | ------------------- | ---------------- |
| 2014 |                  |                     |                  |
| 2015 |                  |                     |                  |
| 2016 |                  |                     |                  |
| 2017 |                  |                     |                  |
| 2018 | 57e              | 34e                 |                  |
| 2019 | 56e              | 37e                 |                  |
| 2020 |                  |                     |                  |
| 2021 | 43e              | 48e                 | 42e              |
| 2022 |                  | 31e                 | 36e              |
| 2023 |                  | opgave              |                  |
| 2024 |                  | 103e                |                  |
| 2025 |                  | 109e                | 67e              |

| Jaar | Gent-Wevelgem | Ronde van Vlaanderen | Parijs-Roubaix | Amstel Gold Race | Luik-Bast.‑Luik | Omloop Het Nieuwsblad | Waalse Pijl | Strade Bianche |  | WK op de weg |
| ---- | ------------- | -------------------- | -------------- | ---------------- | --------------- | --------------------- | ----------- | -------------- |  | ------------ |
| 2014 | 22e           |                      |                |                  |                 | 71e                   |             |                |  |              |
| 2015 | 28e           |                      |                |                  |                 |                       |             |                |  |              |
| 2016 | 29e           |                      |                |                  |                 |                       |             |                |  |              |
| 2017 | 52e           | 92e                  |                | 63e              | opgave          | 49e                   |             |                |  |              |
| 2018 | 21e           | 48e                  |                | 30e              | 52e             | 7e                    | 29e         | 24e            |  | 80e          |
| 2019 | 75e           | 31e                  |                | 41e              | 76e             | 6e                    | 55e         | 19e            |  |              |
| 2020 | 20e           | 44e                  |                |                  | opgave          | 14e                   |             | 41e            |  |              |
| 2021 | 29e           | 38e                  | buit.tijd      | 37e              | 54e             | 27e                   | 75e         | 39e            |  |              |
| 2022 |               |                      |                |                  | 77e             | 23e                   | 80e         | 42e            |  |              |
| 2023 |               |                      | 91e            | opgave           | opgave          |                       |             |                |  |              |
| 2024 | 58e           | 48e                  | 36e            |                  | opgave          | 62e                   |             |                |  |              |
| 2025 | 71e           | 58e                  | 21e            |                  |                 |                       |             |                |  |              |

## Ploegen

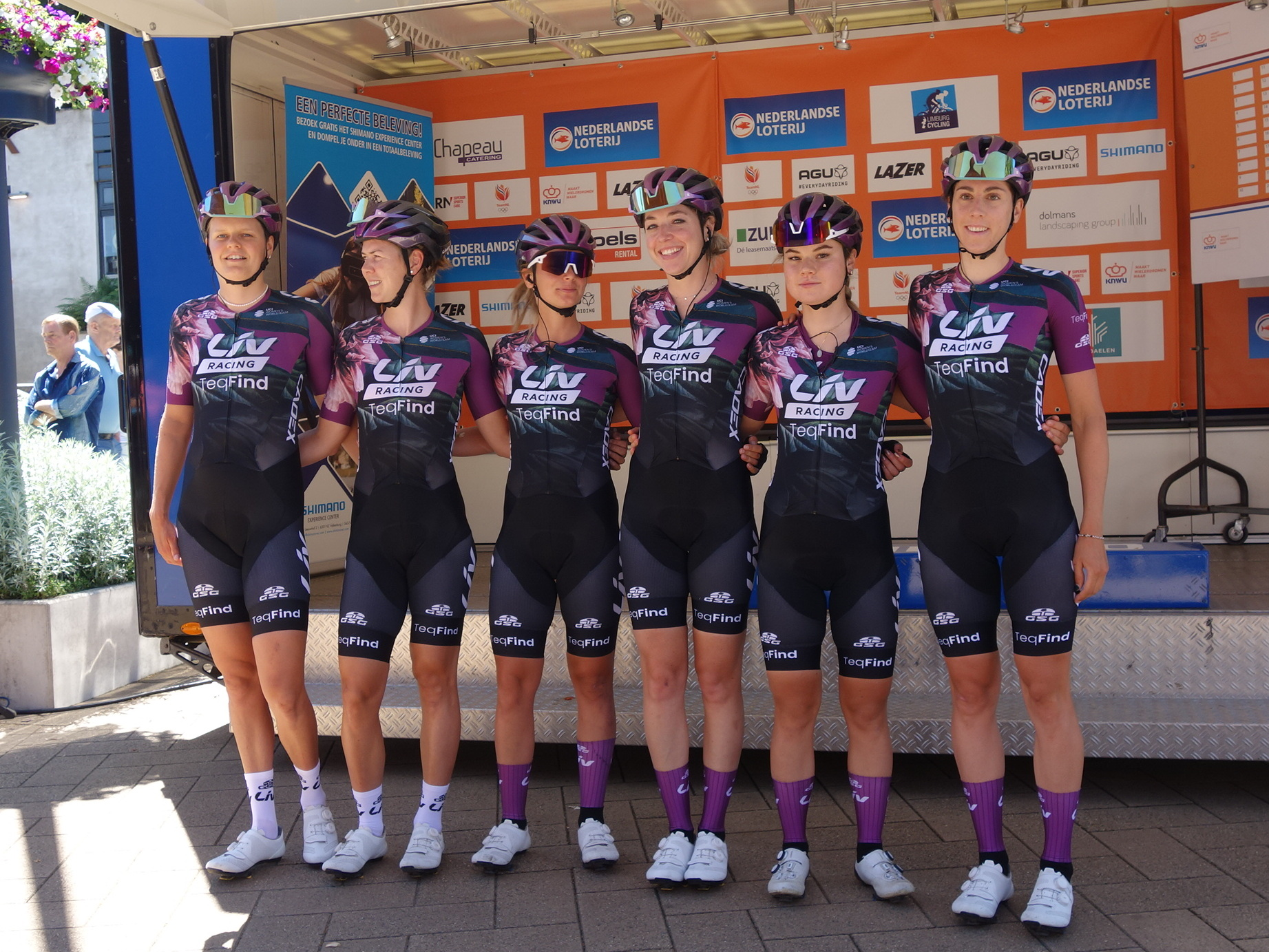
Korevaar (uiterst links) met Liv Racing TeqFind voor het NK op de weg in 2023

- 2015 -  Rabobank-Liv
- 2016 -  Rabobank-Liv
- 2017 -  WM3 Pro Cycling
- 2018 -  Waowdeals Pro Cycling
- 2019 -  CCC-Liv
- 2020 -  CCC-Liv
- 2021 -  Liv Racing
- 2022 -  Liv Racing Xstra
- 2023 -  Liv Racing TeqFind
- 2024 -  Liv AlUla Jayco
- 2025 -  Liv AlUla Jayco

Brand · De Jong · Ferrand-Prévot · Gillow · Knauer · Knetemann · Korevaar · Koster · Niewiadoma · Stultiens · Tenniglo · Van der Breggen · Vos
Brand · De Jong · Ferrand-Prévot · Gillow · Kastelijn · Knetemann · Korevaar · Koster · Niewiadoma · Tenniglo · Van der Breggen · Vos
Gafinovitz · Kastelijn · Kitchen · Korevaar · Koster · Markus · Niewiadoma · Plichta · Scandolara · Tenniglo · Vos
Gafinovitz · Van der Heijden · Kastelijn · Korevaar · Koster · Markus · Van de Ree · Rooijakkers · Rowe · Stultiens · Vos
Demey · Van der Heijden · Korevaar · Kuijpers · Lach · Markus · Moolman-Pasio · Rooijakkers · Skalniak · Stultiens · Vos
Bertizzolo · Demey · Van der Heijden · Jaskulska · Korevaar · Kuijpers · Lach · Markus · Moolman-Pasio · Nerlo · Paladin · Rooijakkers · Skalniak · Stultiens · Vos
Bertizzolo · Demey · Jackson · Jaskulska · Kopecky · Korevaar · Kuijpers · Paladin · Rooijakkers · Stultiens
Barbieri · Buurman · de Jong(vanaf 1/6) · Demey · van der Hulst · Jackson · Jaskulska · Korevaar · McGowan · Neumanová · Ragusa · Smulders · Stultiens · Ton
Andersson · Barbieri · Buurman · Demey · García · van der Hulst · Jaskulska · de Jong · Korevaar · McGowan · Neumanová · Ragusa · Smulders · Stultiens · Ton
Andersson · Baker · Campbell · García · Gåskjenn · Howe · Korevaar · Manly · Pate · Paternoster · Roseman-Gannon · Smulders · Ton · Trevisi · Wyllie · Žigart
Andersson · Baker · García · van der Hulst · Korevaar · Pate · Paternoster · Roseman-Gannon · Smulders · Talbot · Ton · Trevisi · Trinca Colonel · Wyllie